# 孙建 (演员)
孙建（英語：Chien Sun，1955年12月5日—）台湾演员。

## 生平
1955年出生于台湾，因为父母在其早年过世，而后其与姐姐相依为命。
在高中毕业后入伍，并且还拿到过跆拳道黑带。
之后张彻来到台湾招募演员，并在招募之中看上了孙建，于是让他成为了自己旗下的演员之一，并与江生等人齐名。
在这之后，他参演了多部电影。其在拍完电影《夺宝龙虎斗》后离开影坛，目前已经息影。

## 外部連結
- 孙建在互联网电影资料库（IMDb）上的資料（英文）
- 孙建在香港影庫上的簡介
- 孙建在豆瓣上的资料（简体中文）